# الخط البنفسجي (مترو دبي)

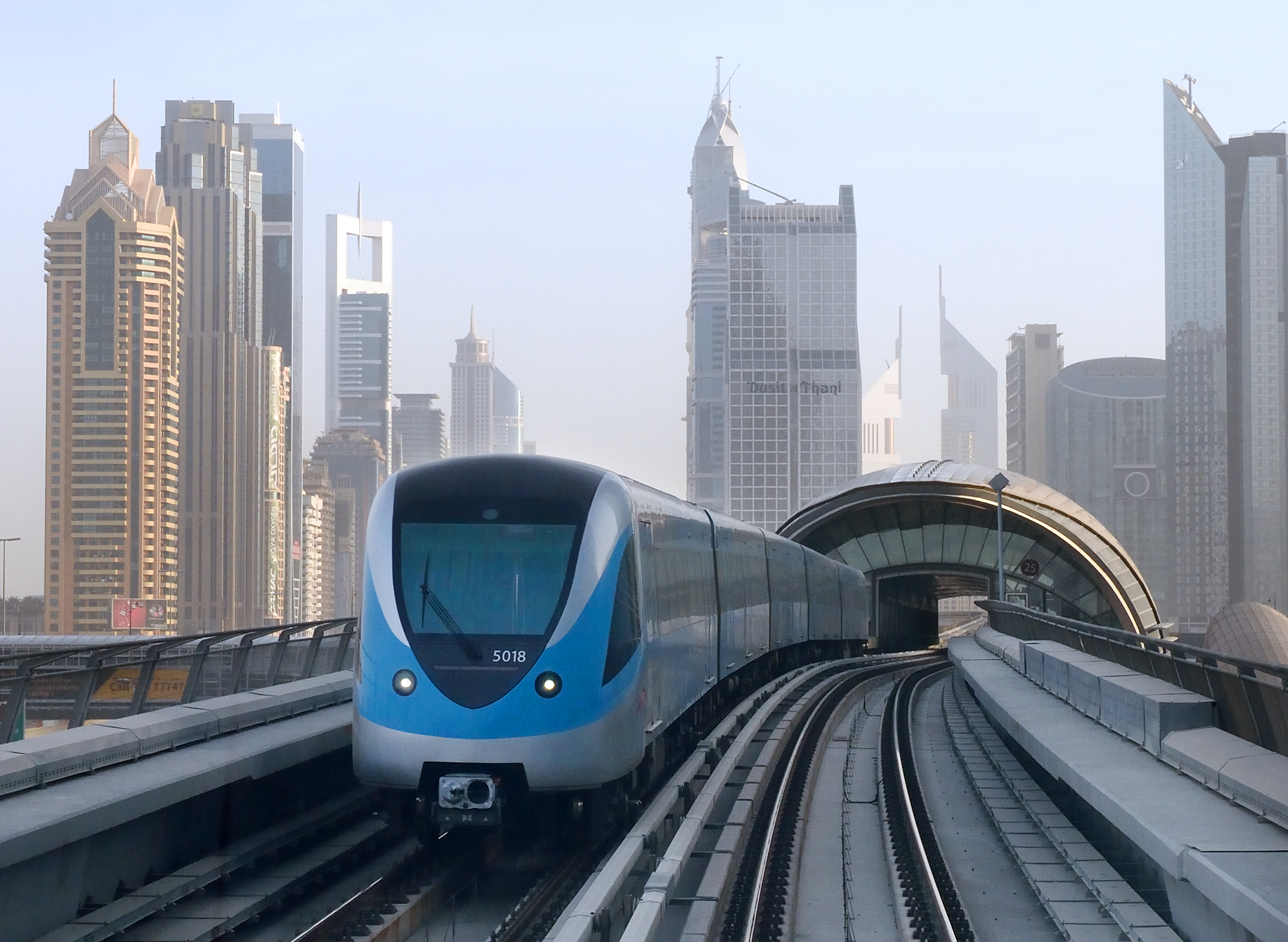
مترو دبي

الخط البنفسجي، هو خط مقترح لقطارات الركاب التابعة لشبكة مترو دبي، يخدم دبي في الإمارات العربية المتحدة. من المتوقع أن يربط بين مطار دبي الدولي ومطار آل مكتوم الدولي على طول شارع الخيل، وتشير التقارير إلى أن طوله قد يصل إلى 49 كم وسيكون لديه ثماني محطات وسيُجهز بقطار سريع تصل سرعته إلى 110 كم في الساعة، ومن المتوقع أن يفتتح في عام 2030.